# 古山和子のサンデーシネマトーク
古山和子のサンデーシネマトーク（ふるやまかずこのさんでーしねまとーく）はRKB毎日放送（RKBラジオ）で放送されていた早朝の映画情報番組である。

## 番組概要
毎週、最新の映画情報を紹介したり、その映画の主題歌を歌うアーティストの曲を流したりする番組。

また、過去の映画音楽を流したり、エリア内の映画に関する情報も紹介する。

## 放送時間
- 日曜日 5:30〜5:45（JST）

## パーソナリティ
- 古山和子